# سیارک ۴۳۳۶
سیارک ۴۳۳۶ (به انگلیسی: 4336 Jasniewicz، نامگذاری:1984QE1) چهار هزار و سیصد و سی و ششمین سیارک کشف شده‌است که در ۳۱ اوت ۱۹۸۴ کشف شد.
قدر مطلق سیارک برابر ۱۳٫۷۰ است.